# The Road to Hell
The Road To Hell är ett album från 1989 av Chris Rea. Skivan blev en stor kommersiell framgång och har sålts i mångmiljonupplagor.[källa behövs]

## Låtlista
1. "The Road to Hell (Pt. 1)" - 4:52
2. "The Road to Hell (Pt. 2)" - 4:30
3. "You Must Be Evil" - 4:20
4. "Texas" - 5:09
5. "Looking for a Rainbow" - 8:20
6. "Your Warm and Tender Love" - 4:32
7. "Daytona" - 5:04
8. "That's What They Always Say" - 4:27
9. "I Just Wanna Be With You" - 3:39
10. "Tell Me There's a Heaven" - 6:00